# Allardt
Allardt est une municipalité américaine située dans le comté de Fentress au Tennessee.
Selon le recensement de 2010, sa population est de 634 habitants. La municipalité s'étend sur 3,90 milles carrés (10,1 km2).
Allardt est une municipalité depuis 1964. Elle doit probablement son nom à Frederick Allardt, un immigrant allemand du Michigan qui s'y implante dans les années 1880.